# Australasien i olympiska sommarspelen 1908
Australasien deltog med 30 deltagare, samtliga män, vid de olympiska sommarspelen 1908 i London. Totalt vann de en guldmedalj, två silvermedaljer och två bronsmedaljer.

## Medaljer

### Guld
- Australiens herrlandslag i rugby union

### Silver
- Snowy Baker - Boxning, Mellanvikt
- Frank Beaurepaire - Simning, 400 m frisim

### Brons
- Frank Beaurepaire -  Simning, 1500 m frisim
- Harry Kerr - Friidrott, 3 500 m gång